# پروژه میرت
پروژه میرت یا میرث (انگلیسی: MEarth Project) که (mirth) تلفظ می‌شود) یک رصدخانه رباتیک سیاره فراخورشیدی است که بودجهٔ آن توسط بنیاد ملی علوم (NSF) ایالات متحده تأمین می‌شود و بخشی از رصدخانه فرد لارنس ویپل در کوه هاپکینز است. این پروژه روشنایی هزاران ستاره کوتوله سرخ را با هدف یافتن سیاره یا سیاره‌های در حال گذر از برابر آنها رصد می‌کند. از آنجا که ستارگان کوتوله سرخ خود به نسبت ستاره‌های کوچک‌تری هستند، هر سیارهٔ در حال عبور نسبت بیشتری از نور ستاره را؛ نسبت به گذر به دور یک ستاره مانند خورشید، مسدود می‌کند، این به شناسایی سیاره‌های کوچکتر از طریق منشاء زمینی کمک می‌کند.

## سیاره‌های کشف‌شده
- جی‌جی ۱۲۱۴ بی
- جی جی ۱۱۳۲ب
- ال‌اچ‌اس ۱۱۴۰بی